# Agrotis sordidoides
Agrotis sordidoides là một loài bướm đêm trong họ Noctuidae.